# Mont Tai
Pour les articles homonymes, voir Tai et Taishan.
Le mont Tai ou Taishan (sinogrammes simplifiés : 泰山 ; hanyu pinyin : tàishān), se situe au nord de la ville de Tai'an, dans la province du Shandong en république populaire de Chine. Son point culminant, le pic de l'Empereur de jade, a une altitude de 1 545 m. Il est particulièrement important par son histoire et sa signification culturelle, car c'est l'une des cinq montagnes sacrées de la Chine. C'est le Mont de l'Est, associé à l'aurore, à la naissance et au renouveau, et la plus vénérée des cinq montagnes sacrées. Les temples qui y sont perchés sont une destination de choix pour les pèlerins depuis 3 000 ans. C'est le théâtre d'un pèlerinage unique : l'ascension nocturne vers le pic sacré de l'Empereur de jade.

## Situation géographique
Le mont Tai est situé juste au nord de la ville de Tai'an, au sud de la capitale provinciale Jinan. Le dénivelé est imposant puisqu'au cours de l'ascension, on passe de 150 à 1 545 m d'altitude. La base du mont a une superficie de 426 km2. Les coordonnées géographiques du pic de l'Empereur de Jade sont 36° 16′N et 117° 6′E.

## Histoire
Les premières traces d'une présence humaine sur le mont Tai remontent au Paléolithique, mais ce n'est qu'à partir du Néolithique que l'on peut trouver des traces d'établissement durable. Ces vestiges sont contemporains de deux cultures qui ont émergé non loin de là, la culture de Dawenkou au nord et celle de Longshan au sud. Pendant l'époque des Printemps et des Automnes, le mont Tai marquait la frontière entre les États rivaux de Qi (au nord du mont) et de Lu (au sud). Puis, pendant la période des Royaumes combattants, l'État de Qi a construit une muraille de 500 km de long pour se protéger d'une invasion. Des ruines de ces murailles sont encore visibles aujourd'hui. Le nom de Tai'an attribué à la ville voisine tirerait son origine du proverbe « Si le mont Tai est stable, alors tout le pays l'est aussi ».
Les pratiques religieuses autour du mont Tai sont anciennes, environ 3 000 ans de pratique depuis les Shang jusqu'aux Qing. Avec le temps, s'est établi un culte impérial officiel qui a fait du mont Tai l'un des principaux lieux où l'empereur rendait hommage au Ciel (sur le sommet) et à la Terre (au pied de la montagne) lors des sacrifices dits Fengshan (chinois: 封禪). En 219 av. J.-C., l'empereur Qin Shi Huang présida une cérémonie au sommet de la montagne et proclama l'unité de son empire sur une inscription restée célèbre. D'autres empereurs, par la suite, honoreront le lieu d'une visite et d'inscriptions, en particulier Kangxi et Qianlong.

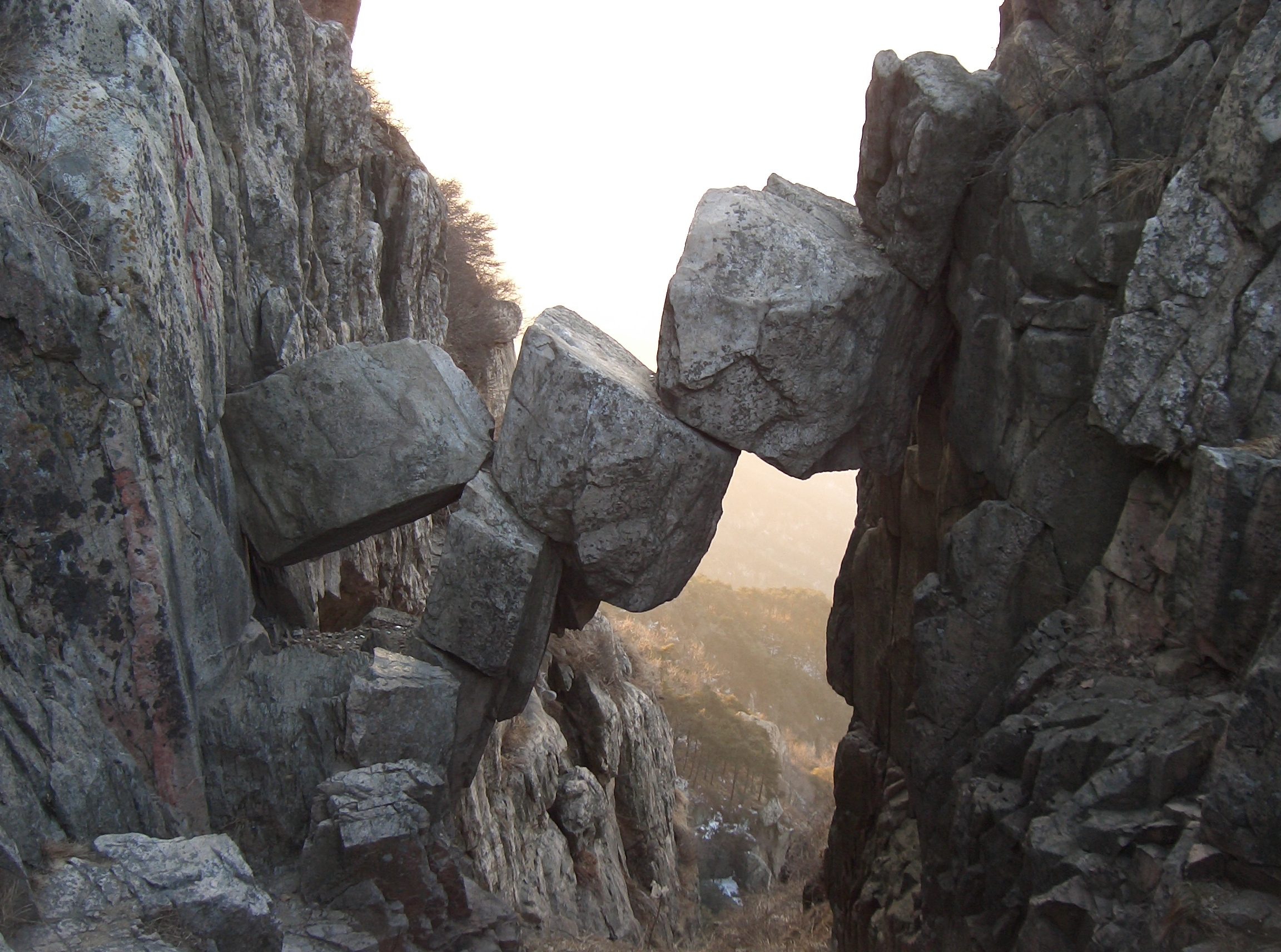
Le Pont Immortel, un paysage naturel

Haut lieu de dévotion sous la dynastie Han, cette montagne taoïste héberge temples et sanctuaires.
Depuis 1987, le mont Tai est classé au patrimoine mondial de l'UNESCO. En 2003, environ 6 millions de visiteurs s'y sont rendus, de Chine et d'ailleurs. Un projet de rénovation pour restaurer les reliques culturelles et reconstruire les bâtiments importants est en voie d'achèvement. Parallèlement, des constructions modernes doivent être démolies pour préserver le paysage historique du site. Le coût total du projet est estimé à 15 millions de yuan.

## Infrastructures
Après avoir gravi un très long escalier monumental de 6 660 marches et franchi la « Porte céleste du sud », on arrive dans un sanctuaire. Il est aussi possible d'accéder au sommet par un des deux téléphériques qui y mènent. On peut passer la nuit dans un des hôtels situés en haut, et observer à l'aube un lever du soleil réputé dans toute la Chine.